# Cabella Ligure
Cabella Ligure (Cabela in piemontese e in ligure) è un comune italiano di 443 abitanti della provincia di Alessandria, situato sull'Appennino Ligure, in Piemonte, presso la confluenza del torrente Liassa nel Borbera in alta val Borbera.
È uno dei tre comuni piemontesi (gli altri sono Carrega Ligure e Fabbrica Curone) a confinare con la Regione Emilia-Romagna.

## Storia
Citata in documenti del XII secolo, fu feudo di Opizzino Spinola. Passò in seguito alle famiglie genovesi dei Pallavicino e dei Doria.
Luigi Centurione Scotto, conte di Montaldo in Monferrato (1629), acquistò nella prima metà del '600 il feudo di Fontanarossa. Il figlio Barnaba V (-1671) nel 1653 divise con il fratello Carlo i feudi paterni (quest'ultimo ricevette Morsasco, Visone e Campi) e tenne per sé la contea di Montaldo, Prati di Carpeneto (feudi monferrini), Fontanarossa; nel 1644 acquistò il marchesato di Morbello in Monferrato. Non avendo eredi maschi lascia erede la figlia Giovanna che nel 1657 porta in dote al marito Gerolamo IV Spinola, marchese di Cabella e Cremonte (ereditati dal fratellastro Felice II Pallavicini, tramite la madre Paola Maria Centurione, sorella del suddetto Luigi conte di Montaldo), Pej e una quota di Pregòla (1660) e tutti i feudi del padre con l'obbligo per la discendenza di mantenere il doppio cognome di Spinola-Pallavicini. 
Infatti, Felice II Pallavicini, marchese di Cabella (1647) e Cremonte (1563), privo di eredi maschi, lascia facoltà alla madre Paola di scegliere tra i suoi fratellastri un erede della famiglia. La scelta quindi cade su Gerolamo Spinola, figlio del secondo marito della madre, che con i beni Pallavicini costituisce il ramo degli Spinola Pallavicini.
A Gerolamo IV e Giovanna succede nel 1697 il figlio Felice (-1736) che dovrà lottare dopo il 1730 per mantenere l'autonomia feudale contro la politica accentratrice del re Carlo Emanuele III di Savoia che ha imposto il giuramento "ligio" di vassallaggio a tutti i feudatari della zona.
Il figlio Barnaba (-1772), cieco dalla nascita e privo di eredi, lascia l'amministrazione dei beni prima alla madre Livia Pallavicini e poi al cugino Giovan Carlo Pallavicini, figlio del marchese Paolo Gerolamo III (-1746) signore di Masone, Sassello, Mombaruzzo. 
Questi ha in affitto i feudi di Morbello e Montaldo e poi, nominato successore testamentario, il 30 luglio 1753 riceve in dono Cabella, Cremonte, Fontanarossa e dal 1759 anche Montaldo. 
Giovan Carlo o Giancarlo Pallavicini, valente comandante della Repubblica durante la guerra di successione austriaca contro gli Austro-sardi, è così erede universale alla morte di Barnaba nel 1772. Diviene allora proprietario di un ingente patrimonio immobiliare e feudale, sommato con il proprio di famiglia (marchesati di Morbello, Casalotto, Mombaruzzo, contee di Montaldo e Quaranti, signoria di Masone e baronia di Frignano, e dal 1756 riceve dalla moglie, Maria Giovanna Grimaldi, la signoria aleramica di Rezzo dei Clavesana); il 24 luglio 1783 decide di vendere i feudi di Cabella, Cremonte e Fontanarossa al principe Andrea IV Doria Pamphili di Torriglia per l'ingente somma di 750 000 lire genovesi, mentre Morbello e Montaldo li lascerà al figlio Paolo Gerolamo IV che ne sarà investito nel 1795. 
Parte della Repubblica Ligure e poi dell'Impero Napoleonico, passò al Regno di Sardegna con il congresso di Vienna (1815), assunse l'appellativo "Ligure" quando entrò a far parte della provincia di Alessandria in seguito alla riforma amministrativa Rattazzi. Cabella Ligure, come altri centri della Valle Borbera, fu soggetta ad una forte emigrazione, prima verso la Americhe e poi verso le grandi città industriali del Nord Italia. Tra le emigrate originarie del paese si conta anche la nonna materna di papa Francesco.
Nel 1956 vennero annesse al comune le frazioni di Dova Superiore, Dova Inferiore e Guazzolo nella val Gordenella, annesse dal comune di Mongiardino Ligure.

### Simboli
Lo stemma e il gonfalone del Comune di Cabella Ligure sono stati concessi con decreto del presidente della Repubblica del 21 marzo 1997.
Il gonfalone è un drappo di verde.

## Monumenti e luoghi d'interesse

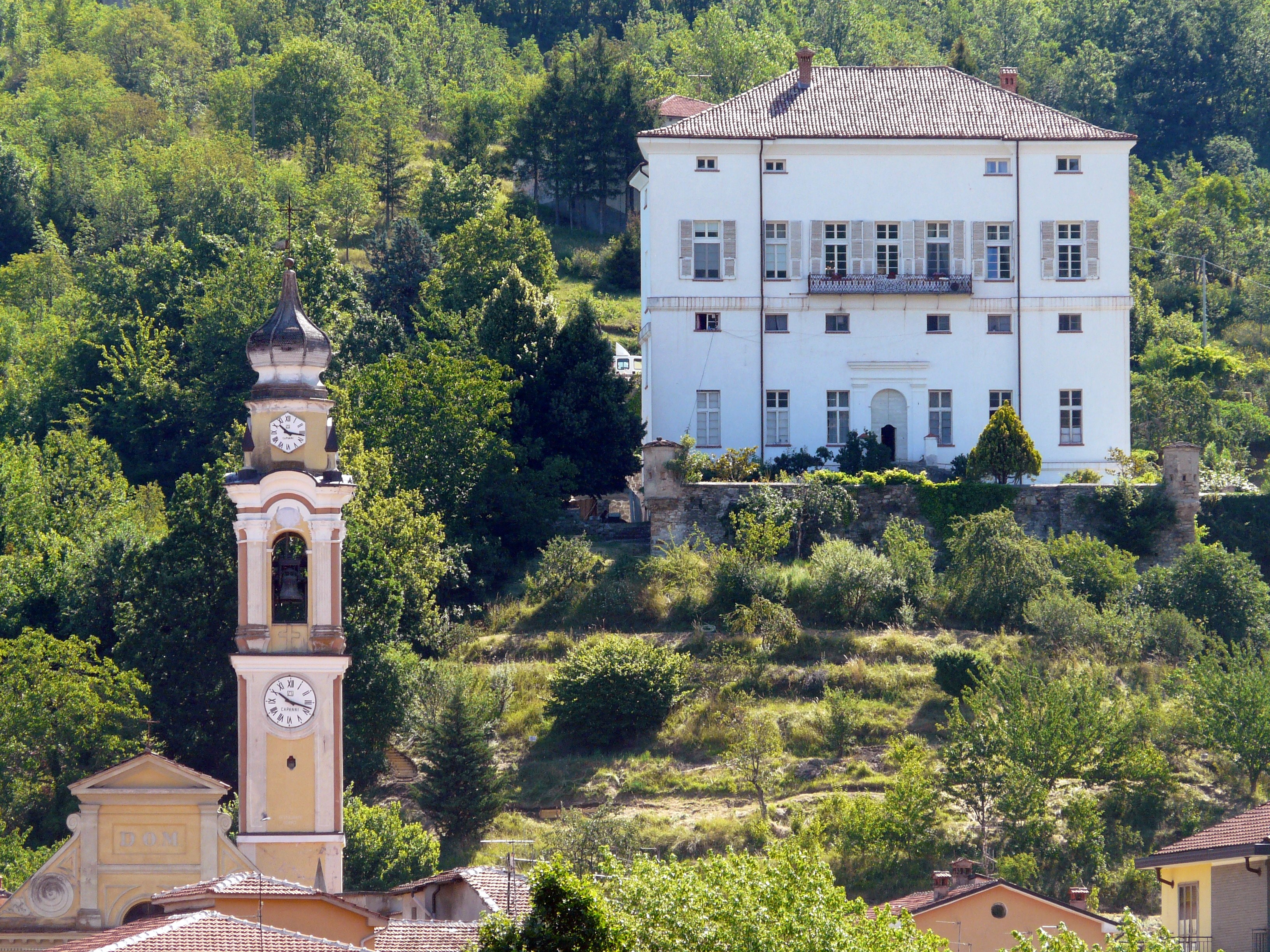
Palazzo Doria e scorcio della chiesa di San Lorenzo

Palazzo Doria (già Spinola Pallavicino) domina il borgo con un'imponente pianta quadrangolare con contrafforti angolari sporgenti. Di origine medievale, fu totalmente rimaneggiato nel XVII secolo dalla famiglia Doria. Oggi è proprietà privata della comunità Sahaja Yoga, fondata da Shri Mataji Nirmala Devi.
La chiesa di San Lorenzo, fondata nel 1607, fu ricostruita e decorata nuovamente nel 1876 su impulso della famiglia Spinola.
Del Castello di Cremonte, costruito nel X secolo dai vescovi di Tortona, non rimangono oggi che i resti del basamento di una grossa torre circolare.

## Società

### Evoluzione demografica
Negli ultimi cento anni, a partire dal 1911, la popolazione residente è diminuita del 75%.
Abitanti censiti

Nel paese secondo il censimento ISTAT del 31/12/2007 vivevano 24 stranieri di cui 15 romeni.

## Cultura
Questo paese fa parte del territorio culturalmente omogeneo delle Quattro province (Alessandria, Genova, Pavia, Piacenza), caratterizzato da usi e costumi comuni e da un importante repertorio di musiche e balli molto antichi. Strumento principe di questa zona è il piffero appenninico che accompagnato dalla fisarmonica, e un tempo dalla müsa (cornamusa appenninica), guida le danze e anima le feste.

### Eventi
- Festa patronale: San Lorenzo. Il giorno 10 di agosto.
- Tradizionale grigliata d'agosto. In località Piuzzo. Il giorno 13 di agosto. Ora interrotta.
- Festa della birra. Località Cosola. Vigilia di Ferragosto.
- Festa della montagna. In frazione Dova Superiore ad agosto.
- Festa patronale: San Bernardo. In frazione Teo il 20 agosto.
- Festa della patata quarantina. Località Cosola. 1º weekend di settembre.

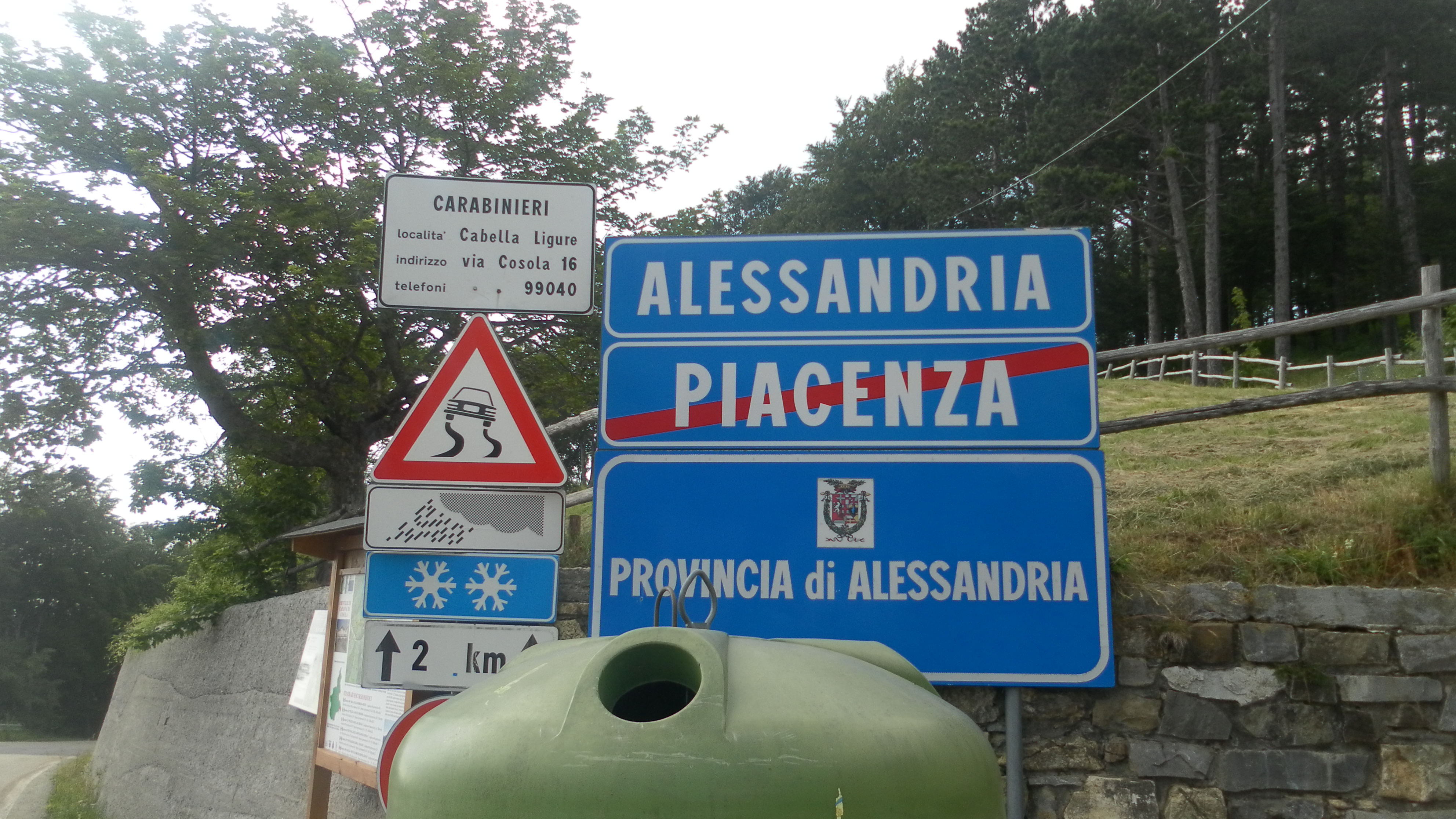
Il confine tra Piemonte e Emilia-Romagna a Capanne di Cosola (1465 m)

## Infrastrutture e trasporti
Cabella è collegata a Novi Ligure grazie alla linea bus gestita dalla società Autolinee Val Borbera, arrivando a valle percorrendo la Strada Provinciale 140 della Val Borbera, che si conclude proprio a Cabella.

## Amministrazione
Di seguito è presentata una tabella relativa alle amministrazioni che si sono succedute in questo comune.
| Periodo        | Periodo        | Primo cittadino        | Partito                     | Carica  | Note  |
| -------------- | -------------- | ---------------------- | --------------------------- | ------- | ----- |
| 7 giugno 1985  | 19 maggio 1990 | Renato Garibaldi       | Partito Socialista Italiano | Sindaco | [ 7 ] |
| 19 maggio 1990 | 24 aprile 1995 | Giovanni Piazzale      | Democrazia Cristiana        | Sindaco | [ 7 ] |
| 24 aprile 1995 | 14 giugno 1999 | Giovanni Piazzale      | centro                      | Sindaco | [ 7 ] |
| 14 giugno 1999 | 14 giugno 2004 | Giovanni Piazzale      | lista civica                | Sindaco | [ 7 ] |
| 14 giugno 2004 | 26 maggio 2014 | Marco Manlio Garibaldi | lista civica                | Sindaco | [ 7 ] |
| 26 maggio 2014 | in carica      | Roberta Daglio         | lista civica Bene in comune | Sindaco | [ 7 ] |